# WR 104
座標:  18h 02m 04.13s, −23° 37′ 42.0″
WR 104は、地球からいて座の方向約7,500光年の位置にある連星系。

## 概要
主星Aはウォルフ・ライエ星と呼ばれる、自らの強烈な恒星風で外層の水素を吹き飛ばしてヘリウムの層が剥き出しとなった恒星で、その中でも炭素とヘリウムの輝線が顕著なWC型に分類される。伴星Bは早期B型主系列星に分類される。2つの星は、1.9 ～ 2.6 天文単位離れた軌道を241.5日の公転周期で回っている。連星系は太陽質量の20～50倍の質量を持つと考えられている。
この連星系は、「風車星雲」 (Pinwheel Nebula) と呼ばれる螺旋状の星間塵に覆われている。この星間塵の星雲は200auを超える長さの螺旋形を描いている。これは、2つの星からの恒星風で吹き飛ばされたガスの流れが連星の公転運動によって絡み合い捻じれた状態となり、ガスの尾部で生まれた熱い星間塵によるものである。
WR 104は数十万年以内にIb型またはIc型の超新星爆発を起こす可能性がある。もし極超新星となった場合、ガンマ線バーストが発生する可能性も示唆されている。ガンマ線バーストは超新星の極方向に向くとされるが、複数の光学的測定によって、WR104の回転軸は地球に対して16度程度ずれているとされている。新しい分光データでは、WR104の回転軸は地球から30度から40 度の角度があると示唆されている。
2001年にアマチュア天文家の長谷田勝美によって11.8等から14.5等星以下まで変動する変光星であることが発見された。